# Songs from Lucy Gray Baird
Songs from Lucy Gray Baird es la composición de tres EP y un álbum de la cantante estadounidense Maiah Wynne. 
Estos están inspirados y basados en el libro Balada de pájaros cantores y serpientes (en su idioma original: The Ballad of Songbirds and Snakes; precuela en la Serie de Los juegos del hambre.) el cual es una novela de ciencia ficción de la autora estadounidense Suzanne Collins. 
Las canciones son mayoritariamente réplicas de las canciones cantadas en el libro por Lucy Gray Baird con algunas canciones inspiradas en el personaje mismo.

## Songs from Lucy Gray Baird - EP (2020)
| Songs from Lucy Gray Baird |                                                  |          |  |
| N.º                        | Título                                           | Duración |  |
| 1.                         | «The Reaping Song (Nothing You Can Take)»        | 1:42     |  |
| 2.                         | «The Valley Song (Zoo Lullaby)»                  | 2:51     |  |
| 3.                         | «The Ballad of Lucy Gray Baird (Interview Song)» | 3:56     |  |
| 8:48                       |                                                  |          |  |

## Songs from Lucy Gray Baird, Volume 2 - EP (2020)
| Songs from Lucy Gray Baird, Volume 2 |                           |          |  |
| N.º                                  | Título                    | Duración |  |
| 1.                                   | «Crawling to You»         | 2:44     |  |
| 2.                                   | «Sell You for a Song»     | 2:24     |  |
| 3.                                   | «Pure As the Driven Snow» | 3:19     |  |
| 8:45                                 |                           |          |  |

## Songs from Lucy Gray Baird, Volume 3 - EP (2021)
| Songs from Lucy Gray Baird, Volume 3 |                       |          |  |
| N.º                                  | Título                | Duración |  |
| 1.                                   | «The Hanging Tree»    | 2:44     |  |
| 2.                                   | «The Old Therebefore» | 3:04     |  |
| 3.                                   | «Deep in the Meadow»  | 2:37     |  |
| 8:42                                 |                       |          |  |

## Songs from Lucy Gray Baird, Volume 4 (2022)
| Songs from Lucy Gray Baird, Volume 4 |                                                                  |          |  |
| N.º                                  | Título                                                           | Duración |  |
| 1.                                   | «Wordsworth's "Lucy Gray"»                                       | 2:51     |  |
| 2.                                   | «Safe & Sound»                                                   | 4:02     |  |
| 3.                                   | «Nothing You Can Take From Me (The Reaping Song) - Instrumental» | 1:40     |  |
| 4.                                   | «The Valley Song (Zoo Lullaby) - Instrumental»                   | 2:49     |  |
| 5.                                   | «When I Was a Babe (Ballad of Lucy Gray) - Instrumental»         | 3:59     |  |
| 6.                                   | «Crawling to You - Instrumental»                                 | 2:46     |  |
| 7.                                   | «The Hanging Tree - Instrumental»                                | 2:39     |  |
| 8.                                   | «Deep In The Meadow - Instrumental»                              | 2:38     |  |
| 9.                                   | «Sell You for a Song - Instrumental»                             | 2:30     |  |
| 10.                                  | «Pure as the Driven Snow - Instrumental»                         | 3:26     |  |
| 11.                                  | «Safe & Sound - Instrumental»                                    | 4:03     |  |
| 33:38                                |                                                                  |          |  |